# نادي اتحاد طنجة
نادي الاتحاد الرياضي لطنجة هو نادي رياضي مغربي من مدينة طنجة. يتنافس في البطولة الوطنية المغربية لكرة القدم للمحترفين.
تأسس النادي رسميا عام 1957 بإسم رجاء السواني ، و في عام 1982 انسحب نادي نهضة طنجة من البطولة الوطنية فقرر رجاء طنجة ظم بعض اللاعبين والمسيريين السابقين لدى نادي النهضة الى الرجاء وإثر هذا التغيير قرر نادي رجاء طنجة تغيير اسمه من رجاء طنجة الى الاتحاد الرياضي لطنجة، ليصبح بذالك الممثل الأول للمدينة. يلعب الفريق مبارياته على ملعب طنجة. في الماضي، كان ملعب مرشان هو ملعبهم الأساسي حتى هدمه.
يتمتع اتحاد طنجة بقاعدة جماهيرية كبيرة في شمال المغرب، خاصة في منطقة طنجة تطوان الحسيمة.

## تاريخ
اتحاد طنجة ليس فريقا حديث التأسيس بل هو امتداد لفريق «رجاء طنجة» ونتاج لاندماج «رجاء ميناء طنجة» والنهضة «التاريخية» لطنجة التي كانت تحمل سابقا اسم اتحاد طنجة وقبله اسم اتحاد شرطة طنجة، وبالعودة لأصل ظهور فريق «رجاء طنجة» نجد بأن النواة الأولى كانت هي فريق «اليونيسا» الذي كان يرأسه «أحمد الزيدي» المعروف بـ: «بابا أحمد» سنة 1944 قبل أن يتغير الاسم إلى «خوفينتوس دي سواني» ثم «رجاء السواني» في الموسم 1971/1970 وفي الأخير أصبح اسم الفريق: «رجاء طنجة»، أما مرحلة اندماج «ميناء طنجة» فقد امتد فقط لموسمين رياضيين ما بين سنة 1979 و 1980 حيث كان الاسم هو: «رجاء ميناء طنجة» ليعود الفريق لاسمه الأصلي «رجاء طنجة»، وفي سنة 1983 التحق برجاء السواني مجموعة من خيرة لاعبي «الحسنية» و«النهضة» بعدد أكثر ليقرر بذلك تغيير اسم «الرجاء» إلى «الاتحاد» توج بلقب البطولة الوطنية لموسم 2018-2017.
كانت المدينة بداية القرن الماضي لا تزال تحت نظام الوصاية الدولية وشهدت الرياضة المحلية بصفة عامة خلال هده الفترة ازدهارا كبيرا فقد تم تأسيس مجموعة من الفرق التي حملت الطابع الوطني نذكر منها على سبيل المثال وداد طنجة، نادي قصبة طنجة، أطلس مرشان، كورونا طنجة و نهضة طنجة... مقابل أندية تمثل الجاليات الأجنبية المقيمة بالمدينة إسبانيول طنجة، سيفليانا طنجة، إيبيريا، أونيون طنجة... وقد كانت هده الأخيرة تتوفر على فرق محترفة حاولت بشتى الطرق جلب اللاعبين الوطنين لتعزيز صفوفها ورغم دلك فقد وجدت منافسة شديدة من طرف الفرق الوطنية التي كانت تمارس بروح المقاومة والتحدي.
تأسس نادي طنجة بعد اندماج عدة أندية في عام 1983. وفي أوائل التسعينيات، أصبح نادي طنجة أحد أنجح الأندية في البطولة. ومع ذلك، فشل النادي في الفوز بأي ألقاب، على الرغم من اقترابه من الفوز في موسم 1989–90 عندما احتل المركز الثاني. اعتبر الكثيرون أن موسم 1989 هو أفضل موسم لهه، حيث فاز الفريق على العديد من أندية البطولة البارزة الأخرى، كفوزه على الرجاء البيضاوي 3-1 ومغرب فاس 3-0.
خلال أواخر التسعينيات، فشل اتحاد طنجة في تحقيق أي لقب إلى جانب الحفاظ على مكانته في البطولة. انتهى الأمر بالنادي بالهبوط مرتين قبل أوائل العقد الأول من القرن الحادي والعشرين، وأنهى الموسم بنتائج مخيبة للآمال خلال موسمي 1995–96 و1997–98.
وفي يوليو 2000، عين النادي المدرب عمر الرايس الذي أشرف على تحسن أداء النادي خلال موسم 2000–01، حيث سجل 50 هدفاً. بسبب أدائهم حصل النادي على ترقية. لكن أداءهم تراجع، وكان إنجازهم الوحيد الملحوظ في أوائل العقد الأول من القرن الحادي والعشرين هو كأس العرش الذي فاز به الفريق خلال نصف النهائي في موسم 2005–06. أصبح الموسم التالي هو الأخير لفريق طنجة في البطولة للسنوات القليلة المقبلة. خلال هذا الوقت، كانت نتائج النادي سيئة، وغالبًا ما تنتهي بالفشل.
خلال السنوات اللاحقة، بعد أن أنشأ اتحاد طنجة لجنة توجيهية جديدة، كاد أن يعود إلى البطولة خلال موسم 2013–14. ومع سلسلة من الانتقالات ووصول المدرب محمد أمين بن هاشم، اجتاز الفريق موسم 2014–15، وخسر مرتين فقط واحتل المركز الأول بفارق خمس نقاط.
خلال موسم 2015–16، عاد الفريق إلى بطولة Botola Pro. تعاقد النادي مع العديد من اللاعبين المحليين والأجانب، وحصل على المركز الثالث في موسمه الأول وتأهل إلى كأس الاتحاد الأفريقي 2017 للمرة الأولى.

### تأثير الكرة الإسبانية في المدينة

إتفاقية بين مسؤولي نادي برشلونة الإسباني ونادي اتحاد طنجة تم خلالها إنشاء جمعية أنصار ومحبي نادي برشلونة في المدينة.

تعتبر البطولة الإسبانية من أكبر البطولات متابعة للجمهور المغربي. وقد شاركت عدة فرق مغربية إبان الاستعمار الإسباني للمغرب، شماله وجنوبه، في القسم الوطني الأول والثاني الإسباني، لذلك تسابقت بعض الأندية الإسبانية أبرزها أندية ريال مدريد، أتلتيكو مدريد ونادي برشلونة على تأطير الجمهور المغربي وقامت بإنشاء جمعيات أنصار ومحبي الفريق في العديد من المدن المغربية وعلى رأسها مدن شمال المغرب وأبرزها مدينة طنجة التي عرفت صراعا بين مسؤولي قطبي الكرة الإسبانية  ريال مدريد  و برشلونة  على إنشاء هذه الجمعيات وقامت بتوقيع ذلك رسميا مع نادي اتحاد طنجة لكسب أكبر قدر ممكن من الجماهير المحلية! وتضل  جمعية ابن بطوطة  أكبر وأبرز جمعية رياضية لنادي برشلونة في إفريقيا يترأسها محمد الشايب والذي يعتبر أكبر شخصية عربية داخل فريق برشلونة. للإشارة فهو من كان وراء زيارة رئيس البرصا الرئيس خوان لابورطا صديقه الحميم للمغرب ووعد بجلب فريق برشلونة إلى طنجة سنة 2010. ُيذكَر أن رؤساء جمعيات هذه الأندية يتلقون في كل موسم بطائق دعوة خاصة لمشاهدة كلاسيكو الدوري الإسباني من المنصة الشرفية للملعب. كما أن نادي ريال مدريد الإسباني موّل مشروع مدرسة كروية في مدينة طنجة بتنسيق مع اتحاد طنجة لتكون أول مدرسة للنادي في القارة السمراء. تم بناء المدرسة في مركز رياضي من قبل مؤسسة ريال مدريد والقنصلية الإسبانية في طنجة وجمعية سيرفانتيس للصداقة المغربية الإسبانية وذلك بموجب اتفاقية وقعت بين الطرفين. وضم المركز الرياضي البالغ مساحته 17 ألف متر مربع، ملعبا لكرة القدم وآخر لكرة السلة واليد وملعبا ثالثا لكرة القدم الخماسية.

## تشكيلة 2019-2020
ملاحظة: تشير الأعلام إلى المنتخب بحسب قواعد الأهلية المعتمدة من قبل الفيفا؛ تنطبق بعض الاستثناءات المحدودة. وقد يحمل اللاعبون أكثر من جنسية لا تعترف بها الفيفا.
| الرقم | البلد      | المركز | اللاعب              |
| ----- | ---------- | ------ | ------------------- |
| 55    | المغرب     | حارس   | طارق أوطاح          |
| 65    | المغرب     | حارس   | هشام المجهد         |
| 22    | المغرب     | حارس   | مهدي واية           |
|       | المغرب     | حارس   | إبراهيم الشعيبي     |
| 28    | ساحل العاج | مدافع  | جوزي موهي           |
|       | ساحل العاج | مدافع  | ندو ديديه بيبي      |
| 15    | المغرب     | مدافع  | أيوب الجرفي         |
| 31    | المغرب     | مدافع  | أيوب الخاليقي       |
| 4     | المغرب     | مدافع  | بنعيسى بنعمر        |
| 29    | المغرب     | مدافع  | أسامة الغريب        |
| 3     | المغرب     | مدافع  | حاتم الوهابي        |
| 2     | المغرب     | مدافع  | رضوان المرابط       |
|       | المغرب     | مدافع  | عبد المنعم أخريف    |
| 5     | المغرب     | وسط    | عمر العرجون         |
| 6     | المغرب     | وسط    | نعمان أعراب         |
| 12    | الكاميرون  | مهاجم  | جونيور روستاند مباي |
| 10    | السنغال    | وسط    | ثيون أوساينو        |
| 20    | المغرب     | وسط    | محمد زغينوا         |
| 16    | المغرب     | وسط    | حاتم الشنتوف        |
| 99    | المغرب     | وسط    | عصام الراقي         |
| 30    | المغرب     | وسط    | محمد فوزير          |
| 7     | المغرب     | مهاجم  | محمد العمراوي       |
| 17    | المغرب     | مهاجم  | مهدي النغمي         |
| 19    | المغرب     | مهاجم  | أيوب بورعدة         |
| 14    | المغرب     | مهاجم  | عمر نجدي            |
| 11    | المغرب     | مهاجم  | عبد الكبير الوادي   |
| 9     | إسبانيا    | مهاجم  | سالفا شامورو        |
|       | المغرب     | مهاجم  | عبد العالي العسري   |
|       | المغرب     | مهاجم  | عبد الغفور جبرون    |
| 27    | المغرب     | مهاجم  | أيوب الكعداوي       |
|       | المغرب     | مهاجم  | عبد الإله الروبيا   |

## أطقم النادي
| الطقم الرسمي | الطقم الرسمي 2 | الطقم الاحتياطي 1 | الطقم الاحتياطي 2 |

## الألقاب والإنجازات
الدوري المغربي الممتاز
- البطل (1): 2018.

## المنشئات والمرافق الرياضية
مع نهاية التسعينيات تنفس أنصار نادي اتحاد طنجة ومدينة البوغاز الصعداء. إذ تقرر تشييد مركب رياضي عملاق يليق بمدينة طنجة بعد طول انتظار. وضعت التصاميم والرسومات الهندسية والمجسمات العملاقة العصرية، افتتح الملعب في عام 2011 باسم ملعب طنجة.

## الأنشطة الرياضية الأخرى

### كرة السلة
الدوري المغربي الممتاز
- البطل (3): 1993، 2008، 2009

كأس العرش
- البطل (2): 2007، 2022.

### كرة الطائرة
الدوري المغربي الممتاز
- البطل (5): 2011، 2013، 2015، 2017, 2025

كأس العرش
- البطل (1): 2017

الكأس الممتازة
- البطل (2): 2013، 2017